# Georg Rudolf Zimmermann
Georg Rudolf Zimmermann (* 5. Juni 1825 in Zürich; † 8. Juni 1900 ebenda) war ein Schweizer Geistlicher.

## Leben

### Familie
Georg Rudolf Zimmermann war der Sohn des Pfarrers Johann Rudolf Zimmermann (* 17. Dezember 1792 in Zürich; † 18. April 1867) und dessen Ehefrau Maria Susanne (* 18. April 1798 in Zürich), Tochter von Hans Georg Escher von Berg (1756–1837), Oberst und Gutsbesitzer.
Er heiratete 1853 in erster Ehe Maria Magdalena, Tochter des Kaufmanns Melchior Römer; ihr Bruder war der später Zürcher Stadtpräsident Melchior Römer. In zweiter Ehe war er seit 1856 mit Maria Emma, Tochter des Obergerichtspräsidenten Hans Georg Finsler (1800–1863), verheiratet.
Von seinen Kindern sind namentlich bekannt:
- Theophil Zimmermann (1861–1939), von 1931 bis 1936 Präsident der Evangelischen Gesellschaft Zürich und der Anstalt Freienstein, Pfarrer sowie Dekan;
- Arnold Zimmermann (1872–1951), von 1913 bis 1940 Pfarrer im Zürcher Neumünster; seit 1924 Kirchenrat; von 1939 bis 1947 war er deren Präsident.

### Ausbildung
Georg Rudolf Zimmermann immatrikulierte sich für ein Theologiestudium an der Universität Zürich.

### Werdegang
Nach seiner Ordination 1848, wurde Georg Rudolf Zimmermann Vikar in Fischenthal, bevor er 1849 als Vikar an das Zürcher Fraumünster ging; dort wurde er 1853 Pfarrer.
1856 besuchte er die Kaiserwerther-Gründung von Theodor Fliedner (1800–1864) und machte der Zürcher Evangelischen Gesellschaft den Vorschlag, auch in Zürich eine Diakonissanstalt ins Leben zu rufen, sodass das Komitee Nanny Sieber (1827–1860) und die Pfarrerstochter Julie Kienast zur Ausbildung in das Diakonissenhaus nach Riehen entsandten; Nanny Sieber wurde die  erste Oberin im Diakoniewerk Neumünster.
Von 1866 bis 1897 war er Dekan in Zürich.
Er war nicht nur der Gründer, sondern auch von 1894 bis 1899 erster Präsident des Krankenasyls Neumünster.

### Geistliches Wirken
Georg Rudolf Zimmermann gehörte der Positiven Richtung an und veröffentlichte neben zahlreichen Predigten auch kirchengeschichtliche, exegetische und pastoraltheologische Abhandlungen.

## Mitgliedschaften
- 1860 wurde Georg Rudolf Zimmermann Präsident des Zürcher Missionskomitees.
- Von 1876 bis 1893 war er Präsident der Evangelischen Gesellschaft Zürich.

## Schriften (Auswahl)
- Des Amtes Würde und Bürde: Ein Beitrag zur Pastoraltheologie. Zürich 1859.
- Betrachtungen zu dem Evangelium Matthäi. Zürich: Höhr, 1866–1868.
- Vom Glauben über Hiob XIX, 21–29. Zürich: Ulrich, 1869.
- Die Zürcher Kirche von der Reformation bis zum dritten Reformationsjubiläum (1519–1819): nach der Reihenfolge der Zürcherischen Antistes. Zürich, Höhr 1878.
- Ratpert der erste Zürchergelehrte - ein Lebensbild aus dem neunten Jahrhundert. Basel 1878.
- Die zürcherischen Musikgesellschaften. Zürich 1885.